# Ferdinand Lippich

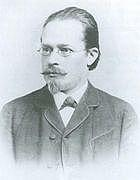
Ferdinand Lippich

Ferdinand Franz Lippich (* 4. Oktober 1838 in Padua; † 18. Oktober 1913 in Prag) war ein österreichischer Physiker.

## Leben
Ferdinand Lippich war der Sohn des aus Wien stammenden, in Padua wirkenden Medizinprofessors Franz Wilhelm Lippich (1799–1845), seine Vorfahren väterlicherseits waren ursprünglich Patrizier aus Venedig und Cattaro, mussten aber aufgrund politischer Verfolgung fliehen. Lippich verlor früh seinen Vater und wuchs bei einem Onkel in Prag auf. Er studierte ab 1855 am Polytechnikum in Prag mit dem Abschluss 1859 und war danach Assistent für Theoretische Physik an der Deutschen Universität Prag, an der er sich habilitierte und ab 1863 Privatdozent wurde. 1865 wurde er ordentlicher Professor für theoretische und angewandte Mechanik sowie graphische Statik an der TH Graz, im Studienjahr 1869/70 war er Dekan der Maschinenbauschule, im Studienjahr 1870/71 Direktor der Steiermärkischen landschaftlichen Technische Hochschule. 1874 wurde er ordentlicher Professor für theoretische Physik an der Karls-Universität Prag. 1910 ging er in den Ruhestand.
Er befasste sich mit Akustik, Baustatik (Elastizitätstheorie) und Optik. Bekannt ist er für Arbeiten auf dem Gebiet der Polarisationsoptik (Polarimetrie), insbesondere die Konstruktion eines Halbschatten-Polarimeters, das eine bezüglich der Drehung der Polarisationsebene bis dahin unerreichte Genauigkeit hatte. Er entwickelte ein Saccharimeter. Nach ihm ist das Lippich-Prisma benannt (siehe Glan-Taylor-Prisma). Er schlug auch die Konstruktion eines neuen Spektralapparats vor. Seine Veröffentlichungen über theoretische Optik behandeln unter anderem die Brechung an einer Glaskugel mit Anwendung auf die Theorie des Regenbogens. Er befasste sich auch mit der Breite von Spektrallinien in Gasen (Dopplerverbreiterung). Er war der erste Beobachter der Verbreiterung der Spektrallinien in jedem zum Leuchten erhitzten Gas. Bekannt waren seine genauen Experimente zum Nachweis der Unabhängigkeit der Wellenlänge des Lichts von seiner Intensität (um 1875).
In der Akustik untersuchte er den Phonautograph und die Tonerzeugung bei Saiteninstrumenten (Violine). 1865 konstruierte er einen Fallapparat.
1881 wurde er korrespondierendes und 1893 wirkliches Mitglied der Wiener Akademie der Wissenschaften. 1883 wurde er Ehrendoktor der Karls-Universität Prag. Er war Gründungsmitglied der Gesellschaft zur Förderung deutscher Wissenschaft, Kunst und Literatur in Böhmen.

## Schriften
- Über die transversalen Schwingungen belasteter Stäbe. In: Sitzungsberichte Wiener Akademie (Math. Naturwiss. Klasse). Band 45, 1862, S. 130–173 (zobodat.at [PDF]).
- Über die Natur der Aetherschwingungen im unpolarisierten und theilweise polarisierten Lichte, Sitzungsberichte Wiener Akademie, Band 48, 1863
- Über einen neuen Fallapparat, Teubner, Leipzig 1866.
- Fundamentalpunkte eines Systems centrierter brechender Kugelflächen. In: Mitteilungen des Naturwissenschaftlichen Vereins für Steiermark. Band 2, 1870/71, S. 429–459 (zobodat.at [PDF]).
- Über die Breite der Spectrallinien, Poggendorffs Annalen, Band 139, 1870, S. 465.
- Theorie des kontinuierlichen Trägers von constantem Querschnitt, Allgemeine Bauzeitung, Band 36, 1871.
- Über die behauptete Abhängigkeit der Lichtwellenlänge von der Intensität, Sitzungsberichte Wiener Akademie, Band 72, 1876.
- Über die Brechung und Reflexion unendlich dünner Strahlensysteme an Kugelflächen, Wiener Denkschriften Band 38, 1878, S. 163–192.
- Über den Gang der Lichtstrahlen in einer homogenen Kugel, Sitzungsberichte Wiener Akademie, Band 79, 1879, S. 516–536.
- Untersuchungen über die Spectra gasförmiger Körper, Annalen der Physik, Band 248, 1881, S. 380–398.
- Über die Lichtstärke der Spektralapparate, Central-Zeitung für Optik und Mechanik, 2, 1881, S. 49–50, 61–62.
- Vorschlag zur Konstruktion eines neuen Spectralapparates, Zeitschrift für Instrumentenkunde, Berlin, Band 4, 1884, S. 1–8.
- Über polaristrobometrische Methoden, insbesondere über Halbschattenapparate. In: Sitzungsberichte Wiener Akademie. Band 91, 1885, S. 1059–1096 (zobodat.at [PDF]).
- Dreiteiliger Halbschatten-Polarisator. In: Sitzungsberichte Wiener Akademie. Band 105, 1896, S. 317–361 (zobodat.at [PDF]).
- Über die Wirkungsweise des Violinbogens, Mittheilungen der Deutschen Mathematischen Gesellschaft in Prag, Band 1, 1892, S. 118–138.
- Theorie der Bewegung gestrichener Saiten, Sitzungsberichte Wiener Akademie, Band 123, 1914.